# باور-۲ (قایق پرنده)
باور-۲ قایق-پرندهٔ ایرانی است که سرعتِ آن ۱۸۵ کیلومتر بر ساعت (۱۰۰ نات) و نهایتاً تا بیش از ۱۹۰ کیلومتر بر ساعت می‌باشد و ارتفاع پروازی معمول آن تا ارتفاع ۵ متری است که تا سقف چند ده متر نیز اشاره شده‌است. «قایق پرنده باور» گونه‌ای از وسایل دوزیست آبی-هوایی محسوب می‌گردد که علاوه بر قابلیت نشست و برخاست از روی آب، با طراحی خاص خود از پدیده اثر سطحی نیز به‌کارگیری کرده‌است که سبب افزایش توانایی‌های آن می‌شود.
باور-۲ دارای این قابلیت است که در هر قسمتی در دریا می‌تواند محل آغاز مأموریت باشد و در مواقع لزوم، در هر منطقه‌ای قادر است فرود آید و در عوارض ساحلی خود را از دیدگاه مخفی نماید. ساخت این قایق پرنده در «رزمایش پیامبر اعظم» سال ۱۳۸۵ اعلام گردید.

## ویژگی‌ها
داشتن سرعتی بیشتر در این قایقِ پرنده در مقایسه با قایق‌های معمولی و تندرو از جمله مشخصات باور-۲ محسوب می‌شود. همچنین، مقاومت کمتر هوا نسبت به آب که موجب نیاز به موتوری با وزن کمتر و با توان پایین‌تر، مصرف سوخت کمتر، و نهایتاًبرد و سرعت پیمایشی بالاتر می‌گردد که از جمله ویژگی‌های خاصِ طرح قایق پرنده می‌باشد. قایق پرنده باور-۲ دارای بالی نصب شده در بالای بدنه است. بالِ مذکور به صورت دلتای معکوس با مساحت زیاد، داشتن زاویه هشتی (انهدرال) زیاد، با انحنای سطح پایینیِ بال، ریشه بال طولانی و تا دم امتداد یافته‌است. ضخامت بالای بال در باور-۲ متناسب است با رژیم پروازی سرعت‌های کم، که با هدف حمل سوخت بیشتر هم فضای لازمه را به‌وجود آورده‌است. از مشخصات دیگرِ این قایق قابلیت پرتاب انواع موشک‌های موجود در آن می‌باشد.

## ساخت
این قایق پرنده ساخت وزارت دفاع و پشتیبانی نیروهای مسلح است و توسط سازمان‌های صنایع هوایی و دریایی و دانشگاه صنعتی مالک اشتر وزارت دفاع طراحی شده‌است. همچنین، باور-۲ توسط نیروی دریایی سپاه پاسداران انقلاب اسلامی به‌کارگیری شده‌است. از سویی دیگر، تولید این قایق پرنده هم بروزرسانی شده‌است و "باور-۴" جدیدترین عضو خانواده قایق‌های پرنده ایرانی محسوب می‌گردد که توسط متخصصان دفاعی ایران طراحی و ساخته شده و اولین بار در «نمایشگاه هوایی کیش» از آن رونمایی شده‌است.